# Svart blogg
Svart blogg är ett musikalbum av rockgruppen Eldkvarn, utgivet 2007. 
Albumet är bandets 29:e. I första upplagan ingick även en andra skiva, kallad Svart demo, med akustiska demoversioner av vissa av låtarna.

## Låtar på albumet
Musik och text av Plura Jonsson där inget annat anges.
| Nr | Titel                       | Längd | Notering                                    |
| -- | --------------------------- | ----- | ------------------------------------------- |
| 1. | En ledig man                | 3.43  |                                             |
| 2. | Fulla för kärlekens skull   | 6.23  | även utgiven som singel i förkortad version |
| 3. | Ett litet finger            | 4.51  | musik och text av Carla Jonsson             |
| 4. | Inget bra för mig själv     | 3.31  |                                             |
| 5. | Blues för Bodil Malmsten    | 8.00  |                                             |
| 6. | Mörkret knackar på min dörr | 4.33  |                                             |
| 7. | Jag jagar ditt hjärta       | 3.45  |                                             |
| 8. | Min systers karneval        | 6.33  |                                             |
| 9. | Svart blogg                 | 6.19  |                                             |

## Medverkande
- Plura Jonsson - sång, gitarr, bjällror och tambura
- Carla Jonsson - gitarrer, kör och sång på Ett litet finger
- Tony Thorén - bas, kör
- Claes von Heijne - piano, syntheziser
- Werner Modiggård - trummor, slagverk och kör

- Jari Haapalainen - elgitarr, 12-strängad akustisk gitarr, tamburin och maracas
- Tomas Hallonsten - hammondorgel, baleniorgel och trumpet
- Adrian Modiggård - slagverk, kör
- Santiago Jimenz - fiol
- David Wilczewski - tenorsaxofon
- Jonas Kullhammar - tenorsaxofon, kör
- Rafael Sida - congas, bongos
- Nicolai Dunger - stämsång
- Sharon Dyall och Anna-Maria Espinosa - kör
- Goran Kajfes - trumpet
- Per "Ruskträsk" Johansson - piccolaflöjt
- Nils Berg - tvärflöjt
- Mattias Ståhl - vibrafon
- Johan Berthling - stråkarrangemang
- Björn Yttling - stråkarrangemang
- Anna Rodell, Erik Arvinder, Malin-My Nilsson och Andreas Forman - violin
- Anders Norén och Christopher Öhman - viola
- Anna Dager och Linnea Ohlsson - cello

## Listplaceringar
| Lista (2007) | Topplacering |
| ------------ | ------------ |
| Sverige      | 1            |